# Labrador Retriever (singel)
„Labrador Retriever” (jap. ラブラドール・レトリバー Raburadōru Retoribā) – trzydziesty szósty singel japońskiego zespołu AKB48, wydany w Japonii 21 maja 2014 roku przez You! Be Cool.
Singel został wydany w dziewięciu edycjach: czterech regularnych i czterech limitowanych (Type A, Type K, Type B, Type 4) oraz „teatralnej” (CD). Pierwsza edycja regularna zawierała dodatkowo kartę do głosowania na członkinie mające pojawić się w kolejnym singlu. Osiągnął 1 pozycję w rankingu Oricon i pozostał na liście przez 28 tygodni, sprzedał się w nakładzie 1 787 367 egzemplarzy. Singel zdobył status podwójnej płyty Milion.

## Lista utworów
Wszystkie utwory zostały napisane przez Yasushiego Akimoto.

### Type A
| CD  |                                                                                      |                                                                                      |                                                                                      |      |
| Nr  | Tytuł                                                                                | Kompozycja                                                                           | Aranżacja                                                                            | Czas |
| 1.  | „Labrador Retriever” (jap. ラブラドール・レトリバー)                                 | Manabu Marutani                                                                      | Hiroshi Sasaki                                                                       | 4:55 |
| 2.  | „Kyō made no Melody” (jap. 今日までのメロディー) (Yūko Ōshima graduation song)       | Yoshimasa Inoue                                                                      | Yoshimasa Inoue                                                                      | 4:49 |
| 3.  | „Kimi wa kimagure” (jap. 君は気まぐれ) (wyk. Team A)                                 | Shintarō Itō                                                                         | Makoto Wakatabe                                                                      | 3:49 |
| 4.  | „Labrador Retriever” (jap. ラブラドール・レトリバー) (off vocal version)             | Manabu Marutani                                                                      | Hiroshi Sasaki                                                                       | 4:55 |
| 5.  | „Kyō made no Melody” (jap. 今日までのメロディー) (off vocal version)                 | Yoshimasa Inoue                                                                      | Yoshimasa Inoue                                                                      | 4:49 |
| 6.  | „Kimi wa kimagure” (jap. 君は気まぐれ) (off vocal version)                           | Shintarō Itō                                                                         | Makoto Wakatabe                                                                      | 3:49 |
| DVD |                                                                                      |                                                                                      |                                                                                      |      |
| Nr  | Tytuł                                                                                | Tytuł                                                                                | Tytuł                                                                                | Czas |
| 1.  | „Labrador Retriever” (jap. ラブラドール・レトリバー) (Music Video)                   | „Labrador Retriever” (jap. ラブラドール・レトリバー) (Music Video)                   | „Labrador Retriever” (jap. ラブラドール・レトリバー) (Music Video)                   |      |
| 2.  | „Kyō made no Melody” (jap. 今日までのメロディー) (Music Video)                       | „Kyō made no Melody” (jap. 今日までのメロディー) (Music Video)                       | „Kyō made no Melody” (jap. 今日までのメロディー) (Music Video)                       |      |
| 3.  | „Kimi wa kimagure” (jap. 君は気まぐれ) (Music Video)                                 | „Kimi wa kimagure” (jap. 君は気まぐれ) (Music Video)                                 | „Kimi wa kimagure” (jap. 君は気まぐれ) (Music Video)                                 |      |
| 4.  | „Nakamura „Kengai” Mariko no hosaremen kōza” (jap. 中村”圏外”麻里子の干されメン講座) | „Nakamura „Kengai” Mariko no hosaremen kōza” (jap. 中村”圏外”麻里子の干されメン講座) | „Nakamura „Kengai” Mariko no hosaremen kōza” (jap. 中村”圏外”麻里子の干されメン講座) |      |

### Type K
| CD  |                                                                                       |                                                                                       |                                                                                       |      |
| Nr  | Tytuł                                                                                 | Kompozycja                                                                            | Aranżacja                                                                             | Czas |
| 1.  | „Labrador Retriever” (jap. ラブラドール・レトリバー)                                  | Manabu Marutani                                                                       | Hiroshi Sasaki                                                                        | 4:55 |
| 2.  | „Kyō made no Melody” (jap. 今日までのメロディー)                                      | Yoshimasa Inoue                                                                       | Yoshimasa Inoue                                                                       | 4:49 |
| 3.  | „Itoshiki Rival” (jap. 愛しきライバル) (wyk. Team K)                                  | Takashi Fukuda                                                                        | Hiroshi Sasaki                                                                        | 4:43 |
| 4.  | „Labrador Retriever” (jap. ラブラドール・レトリバー) (off vocal ver.)                 | Manabu Marutani                                                                       | Hiroshi Sasaki                                                                        | 4:55 |
| 5.  | „Kyō made no Melody” (jap. 今日までのメロディー) (off vocal ver.)                     | Yoshimasa Inoue                                                                       | Yoshimasa Inoue                                                                       | 4:49 |
| 6.  | „Itoshiki Rival” (jap. 愛しきライバル) (off vocal ver.)                               | Takashi Fukuda                                                                        | Hiroshi Sasaki                                                                        | 4:43 |
| DVD |                                                                                       |                                                                                       |                                                                                       |      |
| Nr  | Tytuł                                                                                 | Tytuł                                                                                 | Tytuł                                                                                 | Czas |
| 1.  | „Labrador Retriever” (jap. ラブラドール・レトリバー) (Music Video)                    | „Labrador Retriever” (jap. ラブラドール・レトリバー) (Music Video)                    | „Labrador Retriever” (jap. ラブラドール・レトリバー) (Music Video)                    |      |
| 2.  | „Kyō made no Melody” (jap. 今日までのメロディー) (Music Video)                        | „Kyō made no Melody” (jap. 今日までのメロディー) (Music Video)                        | „Kyō made no Melody” (jap. 今日までのメロディー) (Music Video)                        |      |
| 3.  | „Itoshiki Rival” (jap. 愛しきライバル) (Music Video)                                  | „Itoshiki Rival” (jap. 愛しきライバル) (Music Video)                                  | „Itoshiki Rival” (jap. 愛しきライバル) (Music Video)                                  |      |
| 4.  | „Making of Labrador Retriever: Zenpen” (jap. Making of ラブラドール・レトリバー 前編) | „Making of Labrador Retriever: Zenpen” (jap. Making of ラブラドール・レトリバー 前編) | „Making of Labrador Retriever: Zenpen” (jap. Making of ラブラドール・レトリバー 前編) |      |

### Type B
| CD  |                                                                                      |                                                                                      |                                                                                      |      |
| Nr  | Tytuł                                                                                | Kompozycja                                                                           | Aranżacja                                                                            | Czas |
| 1.  | „Labrador Retriever” (jap. ラブラドール・レトリバー)                                 | Manabu Marutani                                                                      | Hiroshi Sasaki                                                                       | 4:55 |
| 2.  | „Kyō made no Melody” (jap. 今日までのメロディー)                                     | Yoshimasa Inoue                                                                      | Yoshimasa Inoue                                                                      | 4:49 |
| 3.  | „B Garden” (jap. Bガーデン) (wyk. Team B)                                            | Katsuhiko Yamamoto                                                                   | Yūichi "Masa" Nonaka                                                                 | 5:11 |
| 4.  | „Labrador Retriever” (jap. ラブラドール・レトリバー) (off vocal ver.)                | Manabu Marutani                                                                      | Hiroshi Sasaki                                                                       | 4:55 |
| 5.  | „Kyō made no Melody” (jap. 今日までのメロディー) (off vocal ver.)                    | Yoshimasa Inoue                                                                      | Yoshimasa Inoue                                                                      | 4:49 |
| 6.  | „B Garden” (jap. Bガーデン) (off vocal ver.)                                         | Katsuhiko Yamamoto                                                                   | Yūichi "Masa" Nonaka                                                                 | 5:11 |
| DVD |                                                                                      |                                                                                      |                                                                                      |      |
| Nr  | Tytuł                                                                                | Tytuł                                                                                | Tytuł                                                                                | Czas |
| 1.  | „Labrador Retriever” (jap. ラブラドール・レトリバー) (Music Video)                   | „Labrador Retriever” (jap. ラブラドール・レトリバー) (Music Video)                   | „Labrador Retriever” (jap. ラブラドール・レトリバー) (Music Video)                   |      |
| 2.  | „Kyō made no Melody” (jap. 今日までのメロディー) (Music Video)                       | „Kyō made no Melody” (jap. 今日までのメロディー) (Music Video)                       | „Kyō made no Melody” (jap. 今日までのメロディー) (Music Video)                       |      |
| 3.  | „B Garden” (jap. Bガーデン) (Music Video)                                            | „B Garden” (jap. Bガーデン) (Music Video)                                            | „B Garden” (jap. Bガーデン) (Music Video)                                            |      |
| 4.  | „Making of Labrador Retriever: Kōhen” (jap. Making of ラブラドール・レトリバー 後編) | „Making of Labrador Retriever: Kōhen” (jap. Making of ラブラドール・レトリバー 後編) | „Making of Labrador Retriever: Kōhen” (jap. Making of ラブラドール・レトリバー 後編) |      |

### Type 4
| CD  | | | |      |
| Nr  | Tytuł                                                                                                  | Kompozycja                                                                                             | Aranżacja                                                                                              | Czas |
| 1.  | „Labrador Retriever” (jap. ラブラドール・レトリバー)                                                   | Manabu Marutani                                                                                        | Hiroshi Sasaki                                                                                         | 4:55 |
| 2.  | „Kyō made no Melody” (jap. 今日までのメロディー)                                                       | Yoshimasa Inoue                                                                                        | Yoshimasa Inoue                                                                                        | 4:49 |
| 3.  | „Heart no dasshutsu Game” (jap. ハートの脱出ゲーム) (wyk. Team 4)                                      | Hizashi                                                                                                | Yūsuke Itagaki                                                                                         | 5:15 |
| 4.  | „Labrador Retriever” (jap. ラブラドール・レトリバー) (off vocal ver.)                                  | Manabu Marutani                                                                                        | Hiroshi Sasaki                                                                                         | 4:55 |
| 5.  | „Kyō made no Melody” (jap. 今日までのメロディー) (off vocal ver.)                                      | Yoshimasa Inoue                                                                                        | Yoshimasa Inoue                                                                                        | 4:49 |
| 6.  | „Heart no dasshutsu Game” (jap. ハートの脱出ゲーム) (off vocal ver.)                                   | Hizashi                                                                                                | Yūsuke Itagaki                                                                                         | 5:15 |
| DVD | | | |      |
| Nr  | Tytuł                                                                                                  | Tytuł                                                                                                  | Tytuł                                                                                                  | Czas |
| 1.  | „Labrador Retriever” (jap. ラブラドール・レトリバー) (Music Video)                                     | „Labrador Retriever” (jap. ラブラドール・レトリバー) (Music Video)                                     | „Labrador Retriever” (jap. ラブラドール・レトリバー) (Music Video)                                     |      |
| 2.  | „Kyō made no Melody” (jap. 今日までのメロディー) (Music Video)                                         | „Kyō made no Melody” (jap. 今日までのメロディー) (Music Video)                                         | „Kyō made no Melody” (jap. 今日までのメロディー) (Music Video)                                         |      |
| 3.  | „Heart no dasshutsu Game” (jap. ハートの脱出ゲーム) (Music Video)                                      | „Heart no dasshutsu Game” (jap. ハートの脱出ゲーム) (Music Video)                                      | „Heart no dasshutsu Game” (jap. ハートの脱出ゲーム) (Music Video)                                      |      |
| 4.  | „Yuria Kizaki no Team 4 Music Video mitchaku Report” (jap. 木﨑ゆりあのTeam 4 Music Video密着レポート) | „Yuria Kizaki no Team 4 Music Video mitchaku Report” (jap. 木﨑ゆりあのTeam 4 Music Video密着レポート) | „Yuria Kizaki no Team 4 Music Video mitchaku Report” (jap. 木﨑ゆりあのTeam 4 Music Video密着レポート) |      |

### Wer. teatralna
| CD |                                                                                |                 |                      |      |
| Nr | Tytuł                                                                          | Kompozycja      | Aranżacja            | Czas |
| 1. | „Labrador Retriever” (jap. ラブラドール・レトリバー)                           | Manabu Marutani | Hiroshi Sasaki       | 4:55 |
| 2. | „Kyō made no Melody” (jap. 今日までのメロディー)                               | Yoshimasa Inoue | Yoshimasa Inoue      | 4:49 |
| 3. | „Futari wa dekiteru” (jap. 2人はデキテル) (wyk. Haruna Kojima, Kenji Kitagawa) | Kazuya Izumi    | Yūichi "Masa" Nonaka | 4:40 |
| 4. | „Labrador Retriever” (jap. ラブラドール・レトリバー) (off vocal ver.)          | Manabu Marutani | Hiroshi Sasaki       | 4:55 |
| 5. | „Kyō made no Melody” (jap. 今日までのメロディー) (off vocal ver.)              | Yoshimasa Inoue | Yoshimasa Inoue      | 4:49 |
| 6. | „Futari wa dekiteru” (jap. 2人はデキテル) (off vocal ver.)                     | Kazuya Izumi    | Yūichi "Masa" Nonaka | 4:40 |

## Skład zespołu
| „Labrador Retriever” |
| --- |
| Środkową wykonawczynią piosenki jest Mayu Watanabe. Piosenkę na płycie wykonały: - AKB48: Team A (Anna Iriyama, Rina Kawaei, Haruna Kojima, Haruka Shimazaki, Minami Takahashi), Team K (Rie Kitahara, Mako Kojima, Yui Yokoyama), Team B (Nana Owada, Juri Takahashi, Mayu Watanabe, Yuki Kashiwagi), Team 4 (Nana Okada, Rena Katō, Yuria Kizaki, Miki Nishino, Minami Minegishi) - SKE48: Team S (Ryōha Kitagawa, Jurina Matsui), Team KII (Mina Ōba, Nao Furuhata), Team E (Akari Suda, Kanon Kimoto, Rena Matsui) - NMB48: Team N (Sayaka Yamamoto), Team M (Fūko Yagura), Team BII (Miori Ichikawa, Shū Yabushita, Nagisa Shibuya, Miyuki Watanabe) - HKT48: Team H (Rino Sashihara, Meru Tashima, Haruka Kodama), Team KIV (Aika Ōta, Sakura Miyawaki, Mio Tomonaga) |

| „Kyō made no Melody” |
| --- |
| Piosenka na ukończenie członkostwa Yūko Ōshimy w zespole. - AKB48 Team A: Kawaei Rina, Haruna Kojima, Haruka Shimazaki, Minami Takahashi - AKB48 Team K: Yūko Ōshima (środek), Rie Kitahara, Mako Kojima, Kana Kobayashi, Yui Yokoyama - AKB48 Team B: Asuka Kuramochi, Mayu Watanabe, Yuki Kashiwagi (NMB48 Team N) - AKB48 Team 4: Minami Minegishi - SKE48 Team S / AKB48 Team K: Jurina Matsui - NMB48 Team BII: Ayaka Umeda - HKT48 Team H: Rino Sashihara - SNH48 Team SII / SKE48 Team S: Miyazawa Sae - Byłe członkinie AKB48: Sayaka Akimoto, Yū Imai, Megumi Ōhori, Tomomi Kasai, Natsuki Satō, Ayana Takada, Kayo Noro, Kaoru Hayano, Yuka Masuda, Natsumi Matsubara |

| „Kimi wa kimagure” |
| --- |
| - Team A: Haruka Shimazaki (środek), Manami Ichikawa, Anna Iriyama, Karen Iwata, Haruka Katayama, Rina Kawaei, Natsuki Kojima, Haruna Kojima, Minami Takahashi, Kayoko Takita, Makiho Tatsuya, Chisato Nakata, Chiyori Nakanishi, Mariko Nakamura, Rena Nishiyama, Nana Fujita, Nao Furuhata (SKE48 Team KII), Ami Maeda, Sakiko Matsui, Sakura Miyawaki (HKT48 Team KIV), Tomu Mutō, Ayaka Morikawa, Fūko Yagura (NMB48 Team M) |

| „Itoshiki Rival” |
| --- |
| Środkowymi wykonawczyniami piosenki są Matsui Jurina, Yamamoto Sayaka. - Team K: Moe Aigasa, Maria Abe, Haruka Ishida, Misaki Iwasa, Mayumi Uchida, Rie Kitahara, Mako Kojima, Haruka Kodama (HKT48 Team H), Kana Kobayashi, Moe Gotō, Haruka Shimada, Hinana Shimoguchi, Shihori Suzuki, Mariya Suzuki (SNH48 Team SII), Yūka Tano, Mariya Nagao, Jurina Matsui (SKE48 Team S), Miho Miyazaki, Sayaka Yamamoto (NMB48 Team N), Ami Yumoto, Yui Yokoyama |

| „B Garden” |
| --- |
| - Team B: Mayu Watanabe (środek), Rina Ikoma (Nogizaka46), Rina Izuta, Natsuki Uchiyama, Ayano Umeta, Ryōha Ōshima, Shizuka Ōya, Nana Ōwada, Mayu Ogasawara, Yuki Kashiwagi (NMB48 Team N), Saya Kawamoto, Asuka Kuramochi, Aki Takajō, Juri Takahashi, Miyu Takeuchi, Miku Tanabe, Mio Tomonaga (HKT48 Team KIV), Wakana Natori, Rena Nozawa, Hikari Hashimoto, Rina Hirata, Seina Fukuoka, Aeri Yokoshima |

| „Heart no dasshutsu Game” |
| --- |
| - Team 4: Saho Iwatate, Rio Ōkawa, Miyū Ōmori, Ayaka Okada, Nana Okada, Rena Kato, Yuria Kizaki, Saki Kitazawa, Riho Kotani (NMB48 Team N), Marina Kobayashi, Haruka Komiyama, Yukari Sasaki, Kiara Sato, Ayana Shinozaki, Nagisa Shibuya (NMB48 Team BII), Yurina Takashima, Mizuki Tsuchiyasu, Miki Nishino, Mitsuki Maeda, Minami Minegishi, Mion Mukaichi, Yuiri Murayama, Shinobu Mogi |

## Notowania
| Lista                             | Pozycja |
| --------------------------------- | ------- |
| Oricon Weekly Singles Chart       | 1       |
| Oricon Yearly Singles Chart       | 1       |
| Billboard Japan Hot 100           | 1       |
| Billboard Japan Hot Singles Sales | 1       |